# Spastic Ink
Spastic Ink war eine US-amerikanische Progressive-Metal-Band und wird häufig auch als Math-Rock-Band bezeichnet.

## Geschichte
1993 gründete der Watchtower-Gitarrist Ron Jarzombek Spastic Ink. Sein Bruder Bobby Jarzombek und Pete Perez (damals beide Mitglieder bei Riot) komplettierten schließlich das Line-Up.
Auf ihrem ersten Album Ink Complete von 1997 spielte die Band rein instrumentalen Math-Rock, eine Unterart des Progressive Metals, der sich durch komplexe Taktarten und -wechsel, dissonante Melodien und hohe Geschwindigkeit auszeichnet.
Das Lied A Wild Hare folgt der Geschichte aus Disneys Bambi und untermalt diese musikalisch. Auffällig sind die von der Gitarre imitierten Stimmen.
Der Wiederveröffentlichung aus dem Jahre 2000 wurden 25 Minuten Bonusmaterial hinzugefügt.
Auf dem zweiten Album Ink Compatible von 2004 sind viele Gastmusiker zu hören. Zu den Gastmusikern zählen der Gitarrist  Marty Friedman (ex-Megadeth), die Bassisten Michael Manring (Michael Hedges, Attention Deficit), Sean Malone (Gordian Knot, Cynic), Ray Riendeau (Halford, Machines Of Loving Grace) und Doug Keyser (Watchtower), die Drummer Jeff Eber (Dysrhythmia) und Dave Penna (Static, Planet Hate), die Keyboarder Jens Johansson (Stratovarius, Yngwie Malmsteen), David Bagsby (Xen, Patrick Moraz) und Jimmy Pitts (Scholomance, The Fractured Dimension) sowie die Sänger Daniel Gildenlow (Pain of Salvation) und Jason McMaster (Watchtower).
Bedingt durch die vielen Gastmusiker fand ein leichter Stilwechsel statt, sodass die Lieder unter anderem nicht mehr ausschließlich Instrumentalstücke sind.

## Diskografie

### Alben
- Ink Complete (Dream Circle, 1997 / EclecticElectric, 2000)
- Ink Compatible (EclecticElectric / Marquee, 2004)

### Demos
- Ink Complete (1995; Demo)
- Spastic Ink (1995; Demo)